# Osenovo, Blagoevgrad
Osenovo (în bulgară Осеново) este un sat în comuna Bansko, regiunea Blagoevgrad,  Bulgaria. 

## Demografie
Componența etnică a satului Osenovo
     Bulgari (100%)
     Nicio identificare (0%)
     Altele (0%)
La recensământul din 2011, populația satului Osenovo era de 78 locuitori. Din punct de vedere etnic, toți locuitorii erau bulgari.